# Tânia Tomé
Tânia Teresa Tomé (Maputo, 11 de novembro de 1981) é uma oradora pública, empreendedora, autora, coach, economista, personalidade de TV, poetisa, romancista, ativista, filantropa, artista e letrista.
Tânia Tomé é uma figura pública e palestrante motivacional que defende a mudança social positiva, o empreendedorismo e o ecossistema de liderança. Ganhou vários prémios internacionais, incluindo o Diploma de Honra que lhe foi concedido pelo Presidente de Moçambique. Fundou a empresa Ecokaya e atualmente dirige o conselho de diretores da organização. Iniciou sua própria sessão de coaching inspirador com um conceito que desenvolveu, denominado “Succenergy”, para capacitar pessoas, empreendedores e líderes que a levaram à palestra TED e também ao lançamento de seu livro.
Tomé trabalhou na indústria bancária por mais de catorze anos e como catalisadora social, ativista e empresária por mais de vinte anos.

## Biografia

### Educação e Carreira
Nascida em Moçambique, Tomé concluiu o seu curso em Economia pela Universidade Católica Portuguesa, no Porto, Recebeu um Prémio de Mérito Académico da Fundação Portugal-África em Portugal, e entregue pelo antigo presidente português Mário Soares. Em seguida, obteve um diploma de pós-graduação em Auditoria e Gestao pela Universidade Católica Portuguesa, antes de concluir o programa de Empreendedorismo e Negócios pela Universidade de Notre Dame nos Estados Unidos da América.
Foi presidente da ONG Educação para o Desenvolvimento, um programa comunitário Pepfar liderado pelo Presidente Barack Obama. É presidente da Fundação Womenice, um projeto criado para promover o papel do empreendedorismo e liderança, empoderamento das mulheres e jovens, mulheres nos negócios, entre outros. Em 2018 foi homenageada pela organização MIPAD (Most Influential People of African Descent) em Nova Iorque, como uma das 100 pessoas mais influentes do mundo, afrodescendentes, com menos de 40 anos.
Tânia Tomé foi Jovem Líder Africana 2016 (YALI), da Iniciativa do Presidente Barack Obama Mandela Washington Fellowship, depois de ter sido selecionada em 2015 pelo governo dos EUA para participar da Cúpula Global de Empreendedorismo Internacional.
Tomé é membro do Conselho de Coaches da Forbes e membro do júri do American Business Award (Stevie Awards).

## Livros
- Agarra-me o sol por trás (Editora - Showesia/Moçambique, Poesia, 2010) ISBN 978-1661787424
- Agarra-me o sol por trás, outros escritos e  melodias (Editora - Editora Escrituras/, Poesia, Brasil,2010)
- Conversas com a Sombra" (Editora - Editora Showesia/,Prosa Poética, Moçambique, 2011)
- Conversas com a Sombra" (Editora - Editora de Letras/,Prosa Poética, Angola,2013)
- Agarra-me o sol por trás" (Editora - Editora de Letras/Poesia, Angola,2013)
- Conversas com a Sombra 2.0" (2020, Romance, Editora Chiado) - Portugal
- Succenergy - Ativa a Sua energia e descubra todo Sucesso que há em você" (Lisbela Editora, 1ª edição, Desenvolvimento Pessoal) - Brasil ISBN 978-1705374405
- Succenergy - Ativa a Sua energia e descubra todo Sucesso que há em você" (Amazon Brasil, 2ª e 3ª edições, Desenvolvimento pessoal) - Brasil ISBN 979-8681320470
- Succenergy Para Adolescentes – Preparação para o Sucesso" (Amazon Brazil, Personal Development ) - Brasil ISBN 979-8678698643
- Succenergy - your energy and discover the success inside you (Amazon Brazil, Personal Development ) ISBN 9781661646660
- Melanina, Uma Sonhadora da Favela do Quinto Grito" (2022, Romance, Amazon Brasil)
- Melanina, Uma Sonhadora da Favela do Quinto Grito" (2022,Romance, Alcance Editores) - Moçambique
- Melanin, A Dreamer from The Fifth Shout Neighborhood (2021, Romance, Amazon)-US

## Prémios e honrarias
- 2003 Prémio Académico Português pelo ex-presidente português Mario Soares (Fundação Portugal-África)[10]

- 2015 Prémio Jovem Executivo Líder Empresarial pelos Global Banking Finance Awards (Reino Unido)[11]

- 2018 Pessoas Mais Influentes de Ascendência Africana (MIPAD)[12]

- 2020 100 Mais Influentes da Lusofonia - 100 Powerlist[13]

- 2021 Os 100 Líderes Africanos Mais Influentes do Amanhã pela Choiseul 100 Africa (França)

- 2022 Membro do Conselho de Coaches da Forbes

- 2022 Membro do Comitê de Juri do American Business Award

- 2023 Membro do Comitê de Juri do American Business Award